# Tomáš Pekárek
Tomáš Pekárek (* 27. června 1983 Slaný) je český politik, vědecko-technický pracovník a podnikatel, od roku 2024 zastupitel Středočeského kraje, od roku 2014 zastupitel města Kralupy nad Vltavou (navíc v letech 2014 až 2018 radní města), člen hnutí ANO.

## Politické působení
V komunálních volbách v roce 2014 kandidoval na starostu města jako lídr kandidátní listiny hnutí ANO 2011. Ve volbách skončilo hnutí na 2. místě s výsledkem 17,61 %, získalo 4 mandáty a po složení koalice se STAN a ODS pak dvě místa v sedmičlenné Radě města. Jedním z kralupských radních se tak stal i Tomáš Pekárek. Následné volební období byl i předsedou kulturní komise a členem komise rozpočtové.
V krajských volbách v roce 2016 kandidoval za hnutí ANO 2011 do zastupitelstva Středočeského kraje na 32. pozici. Hnutí tyto volby vyhrálo se ziskem 20,76 % a Tomáš Pekárek byl jmenován členem krajského výboru pro hospodářství, regionální rozvoj, vědu a výzkum.
V komunálních volbách v roce 2018 byl opět lídrem kandidátní listiny. Hnutí ANO 2011 získalo 17,54 % a obhájilo 4 mandáty, ale skončilo v opozici. Tomáš Pekárek byl zvolen předsedou kontrolního výboru a členem komise bytové, zdravotní a sociální. Po těchto volbách vnitrostranicky dále působil jako předseda krajské kontrolní komise.
V krajských volbách v roce 2020 kandidoval za hnutí ANO 2011 do zastupitelstva Středočeského kraje až z 50. místa, ale přesto dostal více preferenčních hlasů, než v roce 2016. Hnutí ve volbách skončilo na 3. místě se ziskem 18,54 % a skončilo v opozici.
V květnu 2021 byl zvolen krajským místopředsedou středočeské organizace hnutí ANO 2011. Pro jeho zvolení hlasovalo na krajském sněmu 53 z 54 přítomných delegátů. Krajský sněm tehdy zvolil kompletně zcela nové vedení středočeské organizace. Po vypršení dvouletého mandátu z další volby odstoupil.
Ve volbách do Poslanecké sněmovny PČR v roce 2021 kandidoval za hnutí ANO 2011 z 11. místa středočeské kandidátky, kterou jako lídr vedl tehdejší vicepremiér, ministr průmyslu a obchodu, a ministr dopravy doc. Ing. Karel Havlíček, Ph.D., MBA. V těchto volbách získalo ANO 2011 27,12 % a ve Středočeském kraji 8 mandátů, takže Tomáš Pekárek se i přes 2015 preferenčních hlasů do Poslanecké sněmovny nedostal.
V komunálních volbách v roce 2022 kandidoval v Kralupech nad Vltavou z 2. místa kandidátky hnutí ANO s podporou ČSSD a Trikolóry. Hnutí volby vyhrálo se ziskem 27,50 % a v zastupitelstvu posílilo na 6 mandátů z 21. Přesto nakonec skončilo v opozici a Tomáš Pekárek byl znovu zvolen předsedou kontrolního výboru
V krajských volbách v roce 2024 kandidoval za hnutí ANO 2011 do zastupitelstva Středočeského kraje z 18. místa. Hnutí krajské volby zcela ovládlo i ve Středočeském kraji a se ziskem 33,35 % a 25 mandátů s náskokem vyhrálo. Tomáš Pekárek se tak 21.9.2024 stal jezdím z nových krajských zastupitelů.

## Osobní a pracovní život
Je svobodný, bezdětný. Po odmaturování na kralupské elektrochemické škole a praxi v oboru elektrotechniky v Aero Vodochody a. s. začal jako pracovník vědy a výzkumu pracovat pro tehdejší Ústav jaderného výzkumu a. s. (dnes ÚJV Řež, a.s.) V roce 2005 odjel na roční pracovní pobyt do anglického Manchesteru.
Díky postupnému sbírání zkušeností a doplňování vzdělání v oblasti radiační ochrany, například na kurzech fakulty jaderné a fyzikálně inženýrské ČVUT, nebo projektového řízení na Vysoké škole ekonomie a managementu v Praze, složil v roce 2009 zkoušku zvláštní odborné způsobilosti před komisí Státního úřadu pro jadernou bezpečnost (SÚJB) a získal oprávnění k vykonávání činností zvláště důležitých z hlediska radiační ochrany. Od té doby jako kvalifikovaný pracovník s přímou odpovědností za radiační ochranu působí v ÚJV Řež, a.s. na pozici pracovníka vědy a výzkumu, dozimetristy.
Práce v oboru jaderné bezpečnosti jej dostala až k projektům věnujícím se vyhořelému jadernému palivu. V roce 2006 se začal podílet na americko-ruském programu RRRFR (Russian Research Reactor Fuel Return program) s působností téměř po celém světě. O dva roky později převzal tým pracovníků ÚJV Řež, a.s. přímo se podílející na přepravách vysokoaktivního vyhořelého jaderného paliva z výzkumných reaktorů kromě České republiky také v zemích jako Polsko, Maďarsko, Bulharsko, Srbsko, Bělorusko, Ukrajina, Vietnam, nebo Uzbekistán.
Od roku 2016 se aktivně podílí také na programu spolupráce Číny, USA, Ruska a IAEA, během kterého dochází k odvozu vysoce obohaceného jaderného materiálu (MNSR zdroje s více než 90% obohacením) postupně ze zemí jako je Ghana, Nigérie, Írán, Pákistán a Sýrie. Od roku 2018 též v Ghaně školí vědecké pracovníky afrických výzkumných center, kteří se budou specializovat na práce v nebezpečných válečných oblastech. O svých zkušenostech přednáší na technických konferencích doma i ve světě.
Mezi jeho koníčky patří billiard, zejména pool, který hrával závodně a také bojová umění a sporty, které aktivně trénoval přes 15 let a vedl samostatné kluby v Kralupech nad Vltavou a Praze. Několik let působil také jako hudební redaktor různých hudebních magazínů. Vlastní pilotní průkaz LAA ČR na závěsné kluzáky.